# دنیاگیری کووید-۱۹ در ولز
دنیاگیری کووید-۱۹ در ولز بخشی از دنیاگیری بیماری کروناویروس ۲۰۱۹ در جهان است. اولین مورد تأیید شده در ولز در ۲۸ فوریه ۲۰۲۰ در شهر کائرفیلی اعلام شد.